# Kage Baker
Kage Baker (10 de junio de 1952 – 31 de enero de 2010) fue una escritora de fantasía y ciencia ficción estadounidense.

## Carrera
Baker es conocida por su serie de ciencia ficción y viajes en el tiempo "Company". Sus primeras historias fueron publicadas en la revista Asimov's Science Fiction en 1997, y su primera novela, In the Garden of Iden, por la editorial Hodder & Stoughton en el mismo año. Otras de sus obras notables incluyen Mendoza in Hollywood (novela, 2000) y The Empress of Mars (novela de 2003 ganadora del Premio Theodore Sturgeon y nominada a un premio Hugo). En 2008 donó su archivo al departamento de libros de la Universidad del Norte de Illinois. En 2009 su cuento "Cavernas del misterio" y su novela "Casa del ciervo" fueron nominadas para los World Fantasy Awards.
En enero de 2010 se informó que Baker estaba gravemente enferma de cáncer. Murió de cáncer de útero aproximadamente a las 1:00 del 31 de enero de 2010 en Pismo Beach, California. Le sobrevivieron cinco hermanos menores, la mayoría ubicados en el sur y el centro de California. Baker dejó una novela inacabada, On Land and At Sea de Nell Gwynne, que ha sido completada por Kathleen Bartholomew sobre la base de extensas notas dejadas por Baker, y fue publicada en 2012.

## Obra

### Novela
- In the Garden of Iden (1997)
- Sky Coyote (1999)
- Mendoza in Hollywood (2000)
- The Graveyard Game (2001)
- The Life of the World to Come (2004)
- The Children of the Company (2005)
- The Machine's Child (2006)
- The Sons of Heaven (2007)
- The Empress of Mars (2009)
- Not Less than Gods (2010)
- Nell Gwynne's On Land and At Sea (2012)